# Estreito de Nares

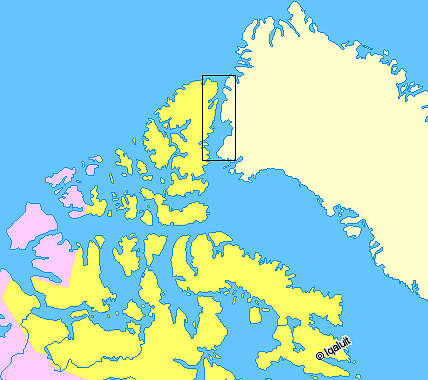
Estreito de Nares (rectângulo), entre a Ilha Ellesmere (Nunavut, Canadá) e a Groelândia.
Nunavut
Gronelândia
Territórios do Noroeste.

O estreito de Nares (em dinamarquês:  Nares Strædet) é um estreito e hidrovia entre a ilha Ellesmere, Canadá e a Groelândia. Liga a baía de Baffin ao mar de Lincoln no oceano Ártico.
O seu nome foi atribuído em 1964 como homenagem ao oficial da Marinha Britânica George Strong Nares.
A ilha Hans, uma pequena ilha desabitada no meio do estreito, é reivindicada pela Dinamarca (em nome da Gronelândia) e pelo Canadá.